# Yllenus horvathi
Yllenus horvathi là một loài nhện trong họ Salticidae.
Loài này thuộc chi Yllenus. Yllenus horvathi được Chyzer miêu tả năm 1891.